# Éguelshardt
Éguelshardt [eɡəlsaʁt] est une commune française du département de la Moselle, en région Grand Est.
Village rural de Lorraine, du pays de Bitche et du bassin de vie de la Moselle-est, Éguelshardt est située à 7,9 km de Bitche, 8,7 de Philippsbourg, et  52.3 au nord-ouest de Strasbourg, dans le terroir du parc naturel régional des Vosges du Nord.
En 2022, la population légale est de 443 habitants, appelés les Eguelshardtois.

## Géographie

### Localisation
Ce village à vaste ban se situe dans la vallée du Falkensteinerbach et fait partie du parc naturel régional des Vosges du Nord. Il est situé au cœur du pays de Bitche, en pays couvert, sur la route menant de Bitche à Niederbronn.

### Géologie et relief
La commune se compose de 55,61 hectares de territoires artificialisés (3,31 %), 121,36 hectares de territoires agricoles (7,23 %) et 1 500,61 hectares de forêts et milieux semi-naturels (89,43 %).
Espaces naturels :
- Neuf espaces protégés hors Natura 2000 :

Étang De Waldeck,
Étang De Tabac,
Rochers Et Tourbières Du Pays De Bitche,
Rocher De L'Erbsenfelsen,
Forêt de Hanau Mouterhouse Sturzelbronn Goendersberg,
Vosges Du Nord : Réserve de Biosphère, zone centrale, Réserve de Biosphère, zone tampon, Réserve de Biosphère, zone de transition, Parc naturel régional.
- Deux espaces protégés Natura 2000 :

Cours d'eau, tourbières, rochers et forêts des Vosges du nord et souterrain de Ramstein,
Forêts, rochers et étangs du pays de Bitche.
- Quatre zones naturelles d'intérêt écologique, faunistique et floristique (Znieff) :

Terrain militaire de Bitche,
Forêts du Pays de Bitche et gîtes à chiroptères,
Pays de Bitche,
Cours d'eau et tourbières des Vosges du Nord.
L'agglomération s'étire en un tissu très lâche dans la vallée du Falkensteinerbach et le long de la route de Waldeck. À mi-chemin entre ces deux zones, isolée sur une légère éminence, s'élève l'église paroissiale.
Hydrogéologie et climatologie : Système d’information pour la gestion des eaux souterraines du bassin Rhin-Meuse :
Territoire communal : Occupation du sol (Corinne Land Cover); Cours d'eau (BD Carthage),
Géologie : Carte géologique; Coupes géologiques et techniques,
 Hydrogéologie : Masses d'eau souterraine; BD Lisa; Cartes piézométriques.

### Écarts et lieux-dits
- La ferme de Bannstein, sur la route de Philippsbourg.
- L'annexe de Bellerstein.
- La maison de l'annexe d'Eichelsberg est construite en 1845.
- Les annexes d'Erbsenthal et de Glasbronn datent du début du XIXe siècle.
- Les quelques maisons de la Papeterie.
- Le hameau du Schweizerländel, se composant de quelques maisons, date du milieu du XVIIIe siècle.
- Le Moulin.
- La maison forestière de l'Armberg est démolie en 1890.
- Les anciennes annexes de Hof et de Hubel, formées au milieu du XIXe siècle, sont maintenant rattachées au village.
- Le village disparu de Neuzinsel.
- Le hameau de Waldeck.

### Sismicité
Commune située dans une zone de sismicité 3 modérée,.

### Climat
Pour des articles plus généraux, voir Climat du Grand Est et Climat de la Moselle.
En 2010, le climat de la commune est de type climat des marges montargnardes, selon une étude du Centre national de la recherche scientifique s'appuyant sur une série de données couvrant la période 1971-2000. En 2020, Météo-France publie une typologie des climats de la France métropolitaine dans laquelle la commune est exposée à un climat semi-continental et est dans la région climatique  Vosges, caractérisée par une pluviométrie très élevée (1 500 à 2 000 mm/an) en toutes saisons et un hiver rude (moins de 1 °C). 
Pour la période 1971-2000, la température annuelle moyenne est de 9,9 °C, avec une amplitude thermique annuelle de 17,2 °C. Le cumul annuel moyen de précipitations est de 910 mm, avec 11,9 jours de précipitations en janvier et 10,2 jours en juillet. Pour la période 1991-2020, la température moyenne annuelle observée sur la station météorologique de Météo-France la plus proche, « Mouterhouse », sur la commune de Mouterhouse à 5 km à vol d'oiseau, est de 10,1 °C et le cumul annuel moyen de précipitations est de 954,2 mm. 
La température maximale relevée sur cette station est de 40,4 °C, atteinte le 25 juillet 2019 ; la température minimale est de −23 °C, atteinte le 13 janvier 1987,,. 
Les paramètres climatiques de la commune ont été estimés pour le milieu du siècle (2041-2070) selon différents scénarios d'émission de gaz à effet de serre à partir des nouvelles projections climatiques de référence DRIAS-2020. Ils sont consultables sur un site dédié publié par Météo-France en novembre 2022.

### Hydrographie et les eaux souterraines
La commune est située dans le bassin versant du Rhin au sein du bassin Rhin-Meuse. Elle est drainée par le ruisseau le Falkensteinbach, le ruisseau le Rothenbach, le ruisseau de Waldeck et le ruisseau Moosbach,.
Le Falkensteinbach, d'une longueur totale de 27,2 km, prend sa source dans la commune de Bitche et se jette  dans la Zinsel du Nord à Gundershoffen, après avoir traversé huit communes.

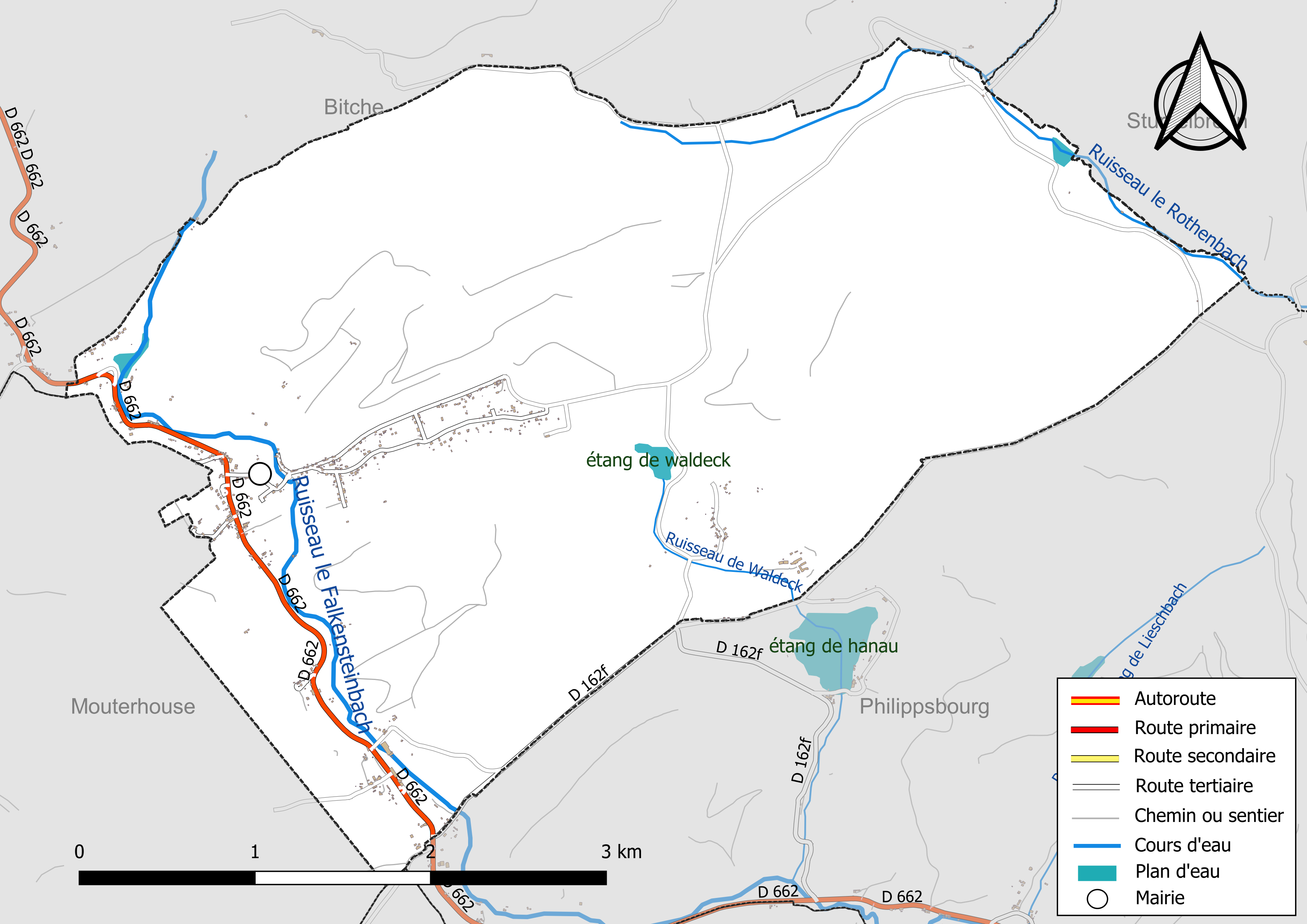
Réseaux hydrographique et routier d'Éguelshardt.

#### Gestion et qualité des eaux
Le territoire communal est couvert par le schéma d'aménagement et de gestion des eaux (SAGE) « Moder ». Ce document de planification, dont le territoire correspond au bassin versant de la Moder, d'une superficie de 1 720 km2,  est en cours d'élaboration. La structure porteuse de l'élaboration et de la mise en œuvre est le Syndicat des Eaux et de l’Assainissement Alsace-Moselle (SDEA). Il définit sur son territoire les objectifs généraux d’utilisation, de mise en valeur et de protection quantitative et qualitative des ressources en eau superficielle et souterraine, en respect des objectifs de qualité définis dans le SDAGE  du Bassin Rhin-Meuse.
La qualité des eaux des principaux cours d’eau de la commune, notamment du ruisseau le Falkensteinbach, peut être consultée sur un site dédié géré par les agences de l’eau et l’Agence française pour la biodiversité.

### Voies de communications et transports

#### Voies routières
- D 662 vers Bitche et Philippsbourg[31],
- D 35 vers Sturzelbronn.

#### Transports en commun

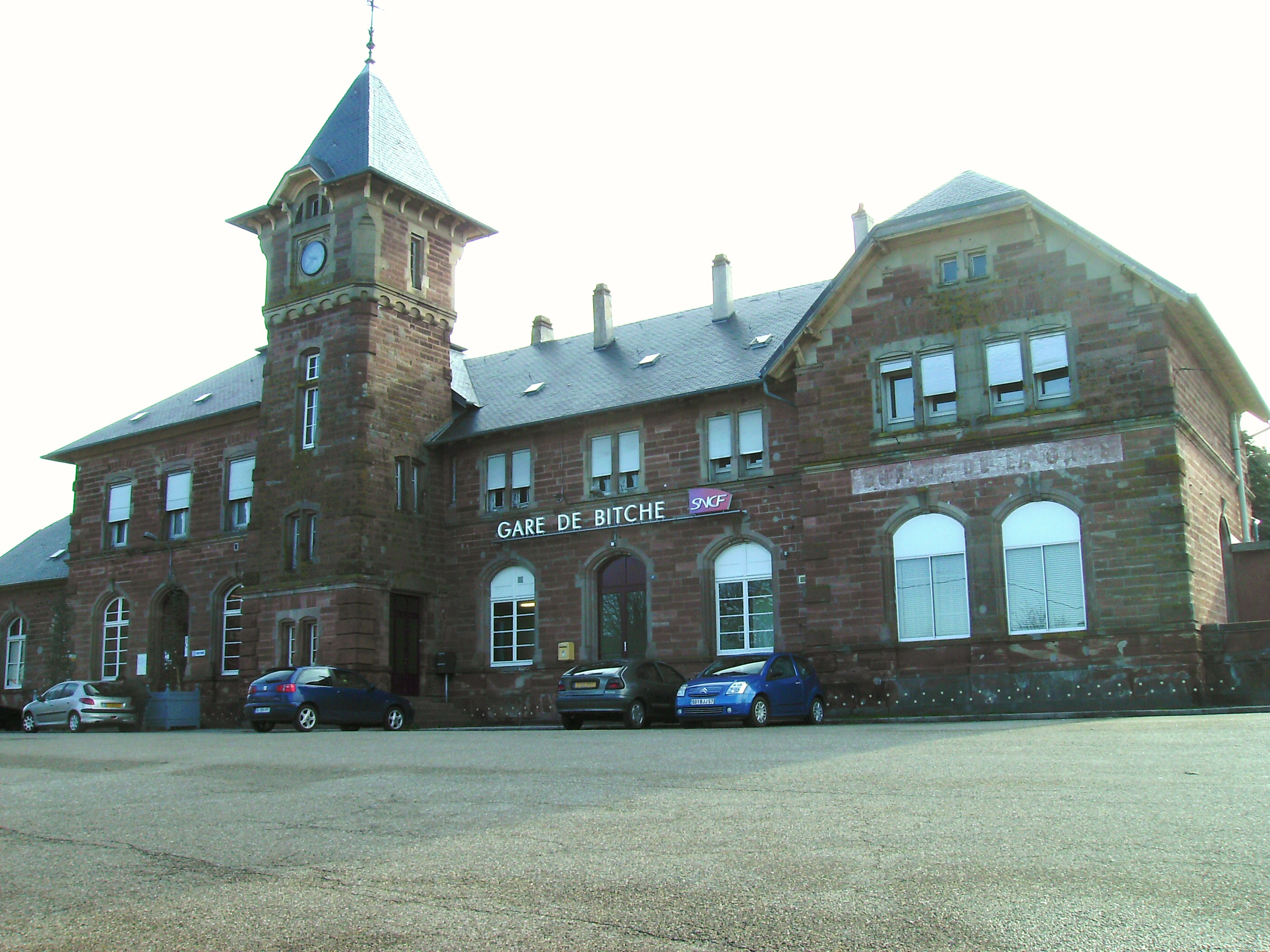
Gare de Bitche.

##### Autocars
- Transports à la demande Moselle Fluo Grand Est (Transport interurbain des Mosellans).

##### Lignes SNCF
- La gare la plus proche est aujourd'hui la gare de Bitche qui se trouve à 7,2 km du bourg.
- Gare d'Éguelshardt.

### Intercommunalité
Au niveau intercommunal, la municipalité est intégrée dans la communauté de communes du Pays de Bitche qui regroupe 46 localités autour de Bitche.

## Urbanisme

### Typologie
Au 1er janvier 2024, Éguelshardt est catégorisée commune rurale à habitat dispersé, selon la nouvelle grille communale de densité à sept niveaux définie par l'Insee en 2022.
Elle est située hors unité urbaine. Par ailleurs la commune fait partie de l'aire d'attraction de Bitche, dont elle est une commune de la couronne,. Cette aire, qui regroupe 10 communes, est catégorisée dans les aires de moins de 50 000 habitants,.

### Occupation des sols
L'occupation des sols de la commune, telle qu'elle ressort de la base de données européenne d’occupation biophysique des sols Corine Land Cover (CLC), est marquée par l'importance des forêts et milieux semi-naturels (89,4 % en 2018), une proportion identique à celle de 1990 (89,4 %). La répartition détaillée en 2018 est la suivante : 
forêts (89,4 %), zones agricoles hétérogènes (4,4 %), zones urbanisées (3,3 %), prairies (2,9 %). L'évolution de l’occupation des sols de la commune et de ses infrastructures peut être observée sur les différentes représentations cartographiques du territoire : la carte de Cassini (XVIIIe siècle), la carte d'état-major (1820-1866) et les cartes ou photos aériennes de l'IGN pour la période actuelle (1950 à aujourd'hui).

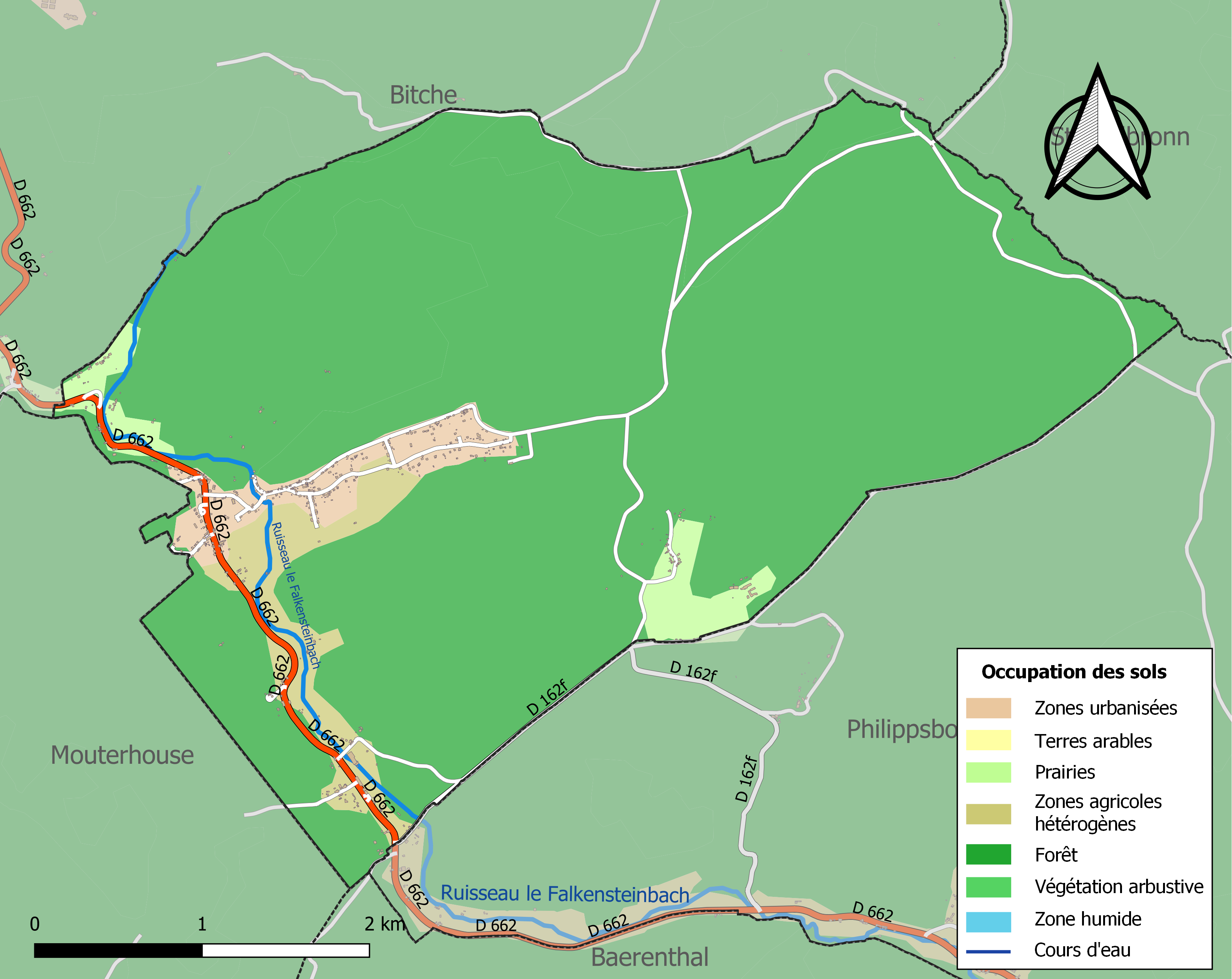
Carte des infrastructures et de l'occupation des sols de la commune en 2018 (CLC).

## Toponymie
- Egelshat en francique lorrain[37], Egelshardt en allemand (1871-1918).
- 1329 : Egelshart ; 1592 : Egelsshart ; 1751 : Egelshardt ; 1755 : Igelshard ; 1771 : Igelshart ; carte Cassini : Egelsharde ; 1793 : Eguelshard ; 1801 : Eguelshart.

## Histoire
Des polissoirs sont visibles dans le centre du village. Le nom du village est mentionné sous la forme Egelshart en 1329, du nom du vieil allemand Hard, la forêt à pâturages, et Egel de Egala, la sangsue.
En 1337, le château de Waldeck revient à la famille de Deux-Ponts-Bitche puis, en 1571, au duc de Lorraine. Eguelshardt est château et fief puis, depuis 1594, mairie de la seigneurie de Bitche avec les anciens fiefs de Gentersberg et Waldeck. Le village est indiqué au XVIe siècle avec église et fief des seigneurs d'Ettendorf. En 1592, la ferme de Eguelshardt est indiquée comme étant en ruines. En 1603 débute la pose des pierres marquant la frontière entre le comté de Hanau-Lichtenberg et le duché de Lorraine. Le château de Waldeck est intégré au duché de Lorraine en 1606. En 1616, des deniers de réparation sont attribués pour réparation de la ferme, démolie par faits de guerre. Après la Guerre de Trente Ans, en 1661, le village est encore abandonné et complètement détruit. En 1635, le château de Waldeck est démantelé par les troupes françaises du maréchal de La Force. En 1708, Eguelshardt et Waldeck comptent chacun trois familles, soit environ trente-cinq personnes, puis une dizaine de familles en 1732. En 1750, on dénombre cent cinquante âmes.
Éguelshardt et sa douzaine d'écarts se sont transformés en village au XVIIIe siècle en raison du développement d'activités industrielles installées le long du Falkensteinerbach, et que sont les scieries, forges, papeteries et moulins. En 1732, le village, d'origine récente, est encore mentionné comme simple ferme.
Pendant la Seconde Guerre mondiale, les habitants sont évacués à Saint-Simon (Charente) le 1er septembre 1939. Le village est bombardé en décembre 1944 et libéré le 28 mars 1945 par les troupes américaines. La Croix de guerre avec étoile de bronze est attribuée le 1er juillet 1948 à la commune pour " ses sacrifices, l'aide apportée aux prisonniers de guerre évadés et son attachement à la France ".

## Politique et administration
| Période                                  | Période   | Identité                    | Étiquette | Qualité      |
| ---------------------------------------- | --------- | --------------------------- | --------- | ------------ |
| Les données manquantes sont à compléter. |           |                             |           |              |
| mars 1989                                | mars 1995 | Christiane Rapin            |           |              |
| mars 1995                                | mars 2001 | Jean-Marie Haller           |           |              |
| mars 2001                                | mars 2008 | François-Alfred Roesslinger |           |              |
| mars 2008                                | En cours  | Émile Eitel                 |           | Ancien cadre |

### Budget et fiscalité 2023
En 2023, le budget de la commune était constitué ainsi :
- total des produits de fonctionnement : 312 000 €, soit 591 € par habitant ;
- total des charges de fonctionnement : 282 000 €, soit 535 € par habitant ;
- total des ressources d'investissement : 51 000 €, soit 97 € par habitant ;
- total des emplois d'investissement : 20 000 €, soit 38 € par habitant ;
- endettement : 88 000 €, soit 167 € par habitant.

Avec les taux de fiscalité suivants :
- taxe d'habitation : 6,58 % ;
- taxe foncière sur les propriétés bâties : 25,35 % ;
- taxe foncière sur les propriétés non bâties : 57,74 % ;
- taxe additionnelle à la taxe foncière sur les propriétés non bâties : 0,00 % ;
- cotisation foncière des entreprises : 0,00 %.

Chiffres clés Revenus et pauvreté des ménages en 2021 : médiane en 2021 du revenu disponible, par unité de consommation : 21 430 €.

## Population et société

### Démographie

#### Évolution démographique
L'évolution du nombre d'habitants est connue à travers les recensements de la population effectués dans la commune depuis 1793. Pour les communes de moins de 10 000 habitants, une enquête de recensement portant sur toute la population est réalisée tous les cinq ans, les populations de référence des années intermédiaires étant quant à elles estimées par interpolation ou extrapolation. Pour la commune, le premier recensement exhaustif entrant dans le cadre du nouveau dispositif a été réalisé en 2006.

En 2022, la commune comptait 443 habitants, en évolution de +3,5 % par rapport à 2016 (Moselle : +0,52 %, France hors Mayotte : +2,11 %).
| 1793 | 1800 | 1806 | 1821 | 1836 | 1841 | 1861 | 1866 | 1871 |
| ---- | ---- | ---- | ---- | ---- | ---- | ---- | ---- | ---- |
| 248  | 272  | 251  | 400  | 396  | 450  | 495  | 534  | 559  |

| 1875 | 1880 | 1885 | 1890 | 1895 | 1900 | 1905 | 1910 | 1921 |
| ---- | ---- | ---- | ---- | ---- | ---- | ---- | ---- | ---- |
| 527  | 551  | 505  | 483  | 458  | 480  | 484  | 476  | 450  |

| 1926 | 1931 | 1936 | 1946 | 1954 | 1962 | 1968 | 1975 | 1982 |
| ---- | ---- | ---- | ---- | ---- | ---- | ---- | ---- | ---- |
| 412  | 366  | 399  | 370  | 377  | 390  | 355  | 303  | 364  |

| 1990 | 1999 | 2006 | 2011 | 2016 | 2021 | 2022 | - | - |
| ---- | ---- | ---- | ---- | ---- | ---- | ---- | - | - |
| 371  | 401  | 436  | 445  | 428  | 434  | 443  | - | - |

La population du village a augmenté dans le courant du XIXe siècle, passant de 265 habitants en 1817 à 477 en 1852, le chiffre du recensement de 1882 faisant état de 403 habitants.

### Enseignement
Établissements d'enseignements :
- Écoles maternelles et primaires,

Éguelshardt abrite l'Étoile du Matin, une école pour garçons tenue par les prêtres de la Fraternité sacerdotale Saint-Pie-X.*
- Collèges à Bitche, Lemberg, Niederbronn-les-Bains, Reichshoffen,
- Lycées à Éguelshardt, Bitche.

### Santé
Professionnels et établissements de santé :
- Médecins à Bitche,
- Pharmacies à Bitche,
- Hôpitaux à Bitchen Niederbronn-les-Bains.

### Cultes
- Culte catholique : Du point de vue spirituel, le village est une ancienne filiale de la paroisse de Schorbach, érigée en paroisse de l'archiprêtré de Bitche en 1802. L'église de l'Exaltation-de-la-Sainte-Croix, joli édifice de grès rose, est construite  de 1854 à 1858[48], Diocèse de Metz
- Temple protestant de Philippsbourg.

## Économie

### Entreprises et commerces

#### Agriculture
- Agriculteurs.
- Élevage d'ovins et de caprins.
- Élevage d'autres bovins et de buffles.

#### Tourisme
- Restaurants[49].
- Plusieurs formations gréseuses remarquables, dont certaines sont conventionnées pour la pratique de l'escalade sportive (aménagement de voies d'escalade aux degrés de difficulté variés) ; exemples : Schloesschen (Bellerstein), Armsberg (Nord et Sud), Sandkopf et Waldeck (aménagés), Kandelfels (classé en Réserve Naturelle, accès réglementé mais visite si passionnante...), Erbsenfels (célèbre pour son arche impressionnante).

#### Commerces
- Commerces de proximité.
- Scierie, puis usine métallurgique[50].
- Usine de papeterie[51].

## Lieux et monuments

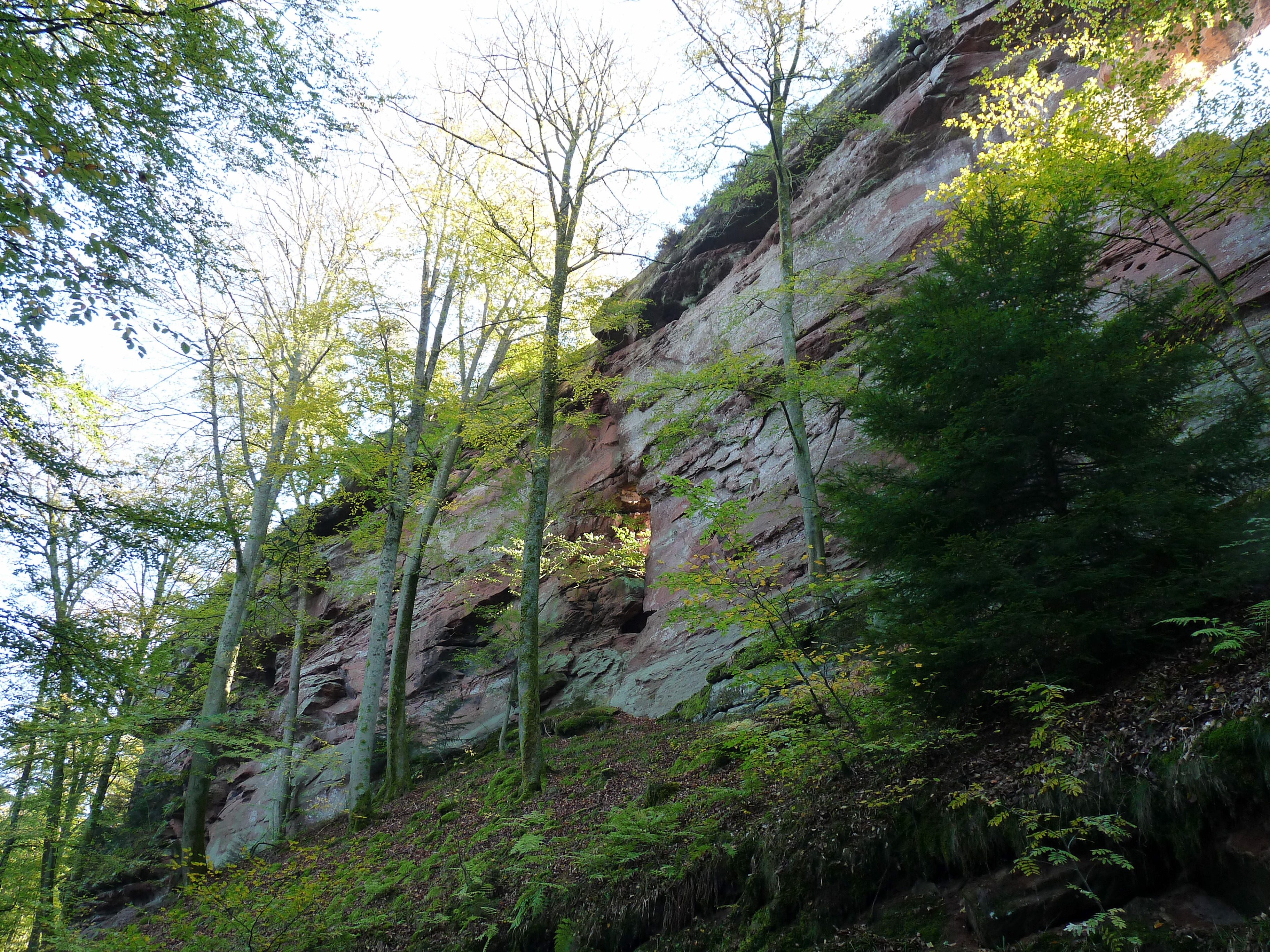
Erbsenfelsen.
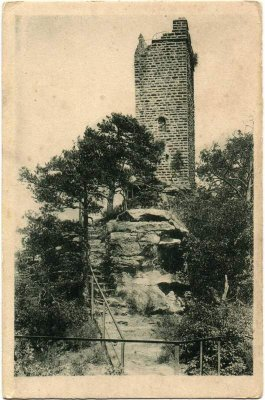
Château de Waldeck.
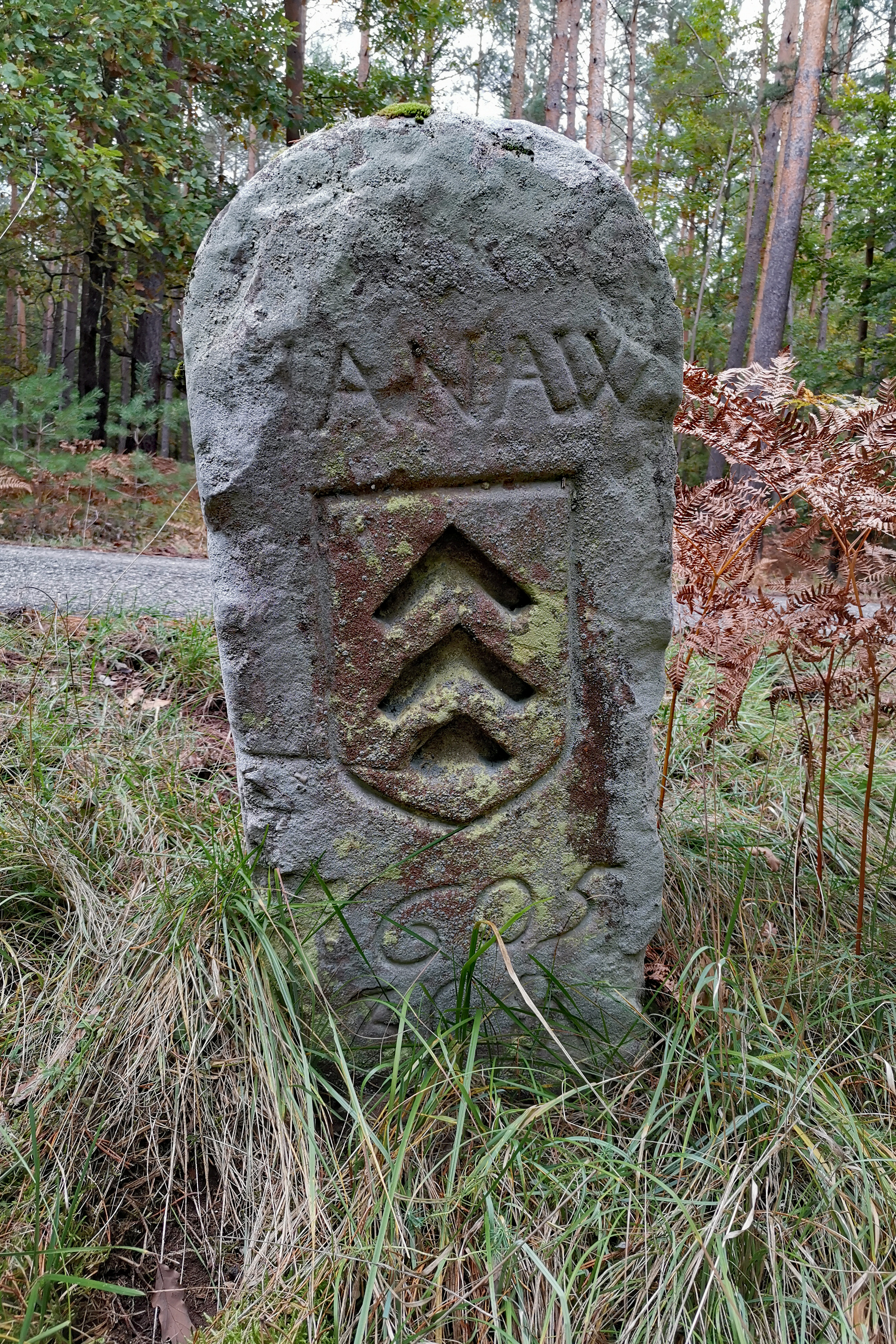
Borne Philippsbourg-Éguelshardt.
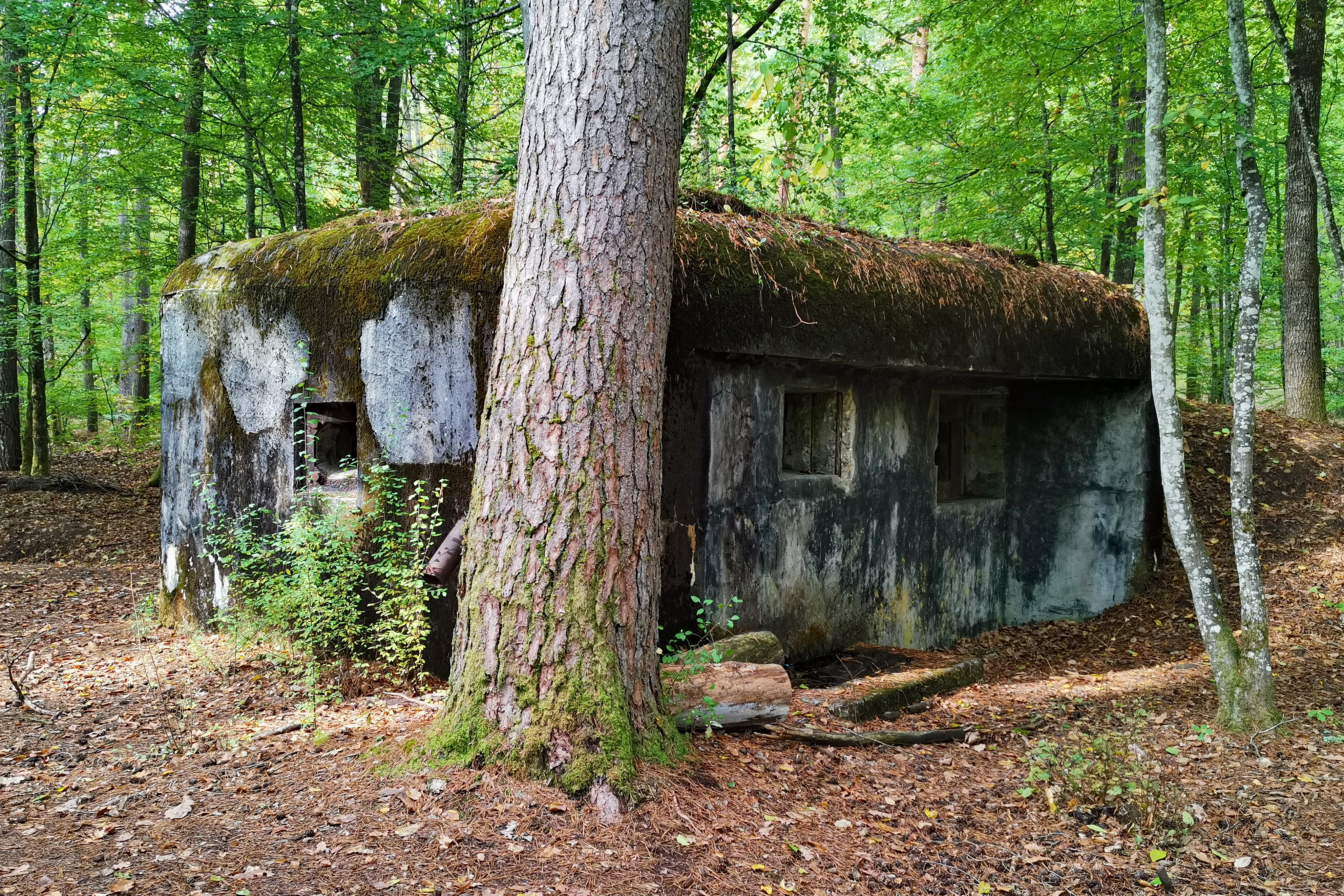
Bunker Ligne Maginot.
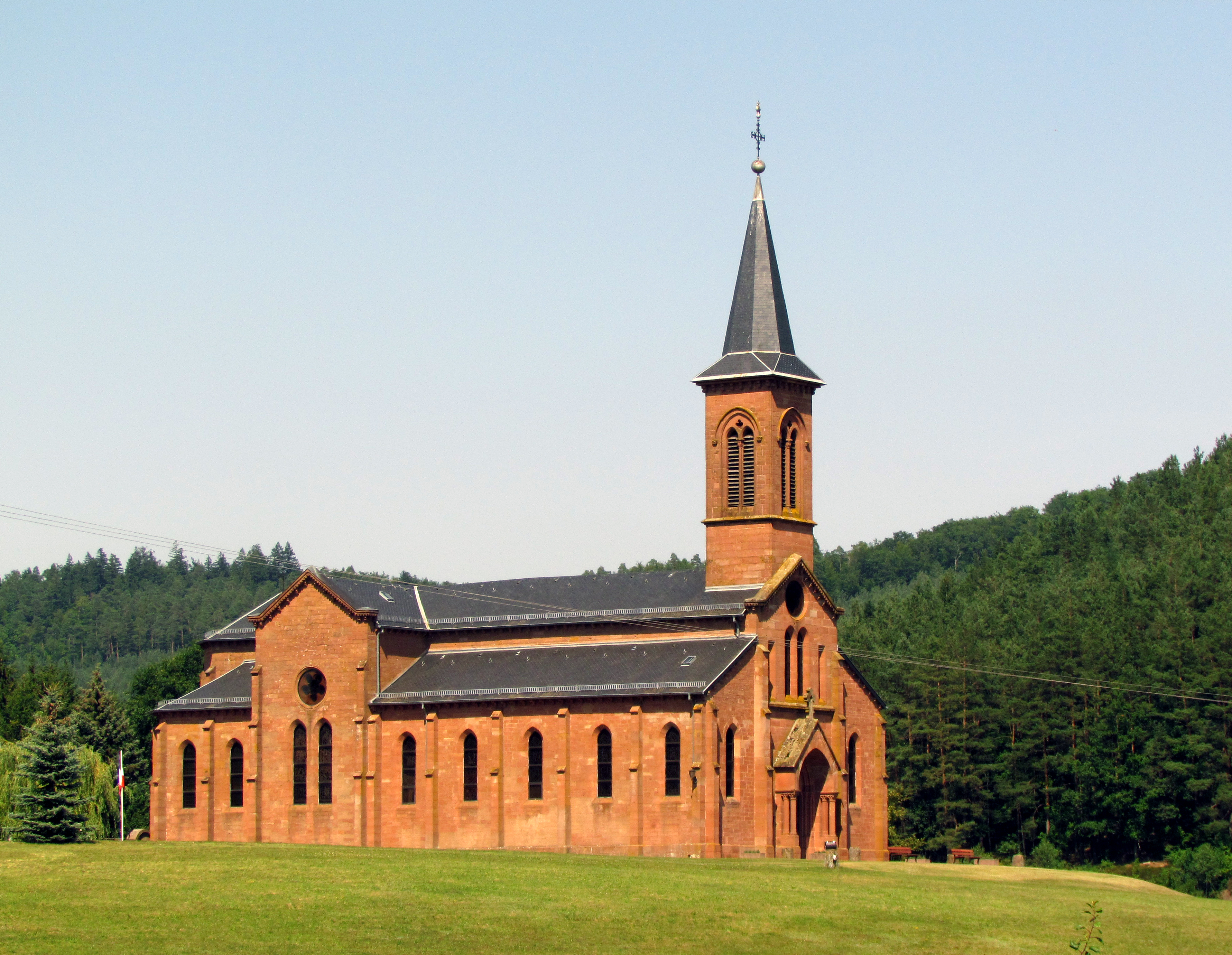
Église de l'Exaltation-de-la-Sainte-Croix.
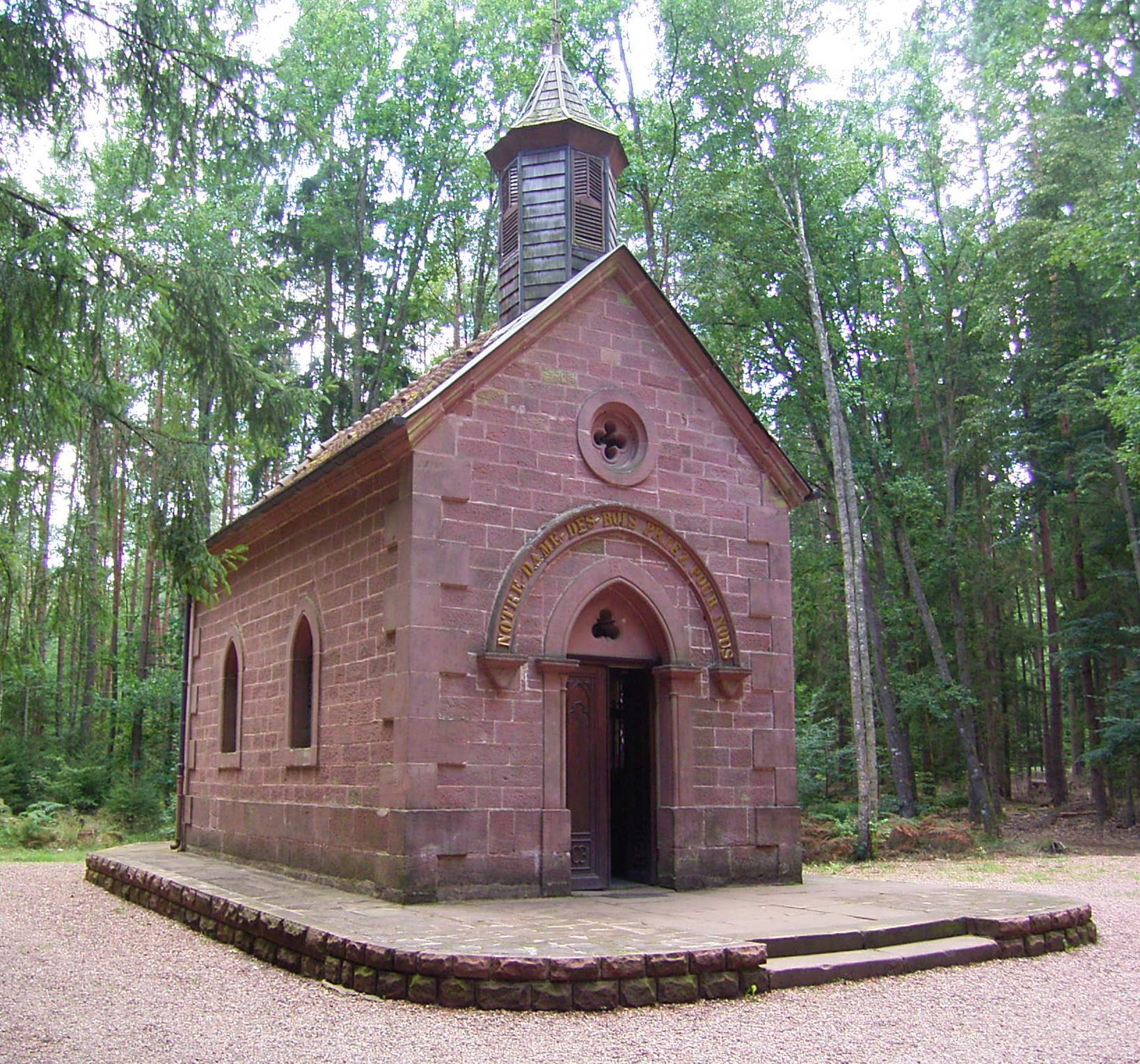
Chapelle Notre-Dame-des-Bois.
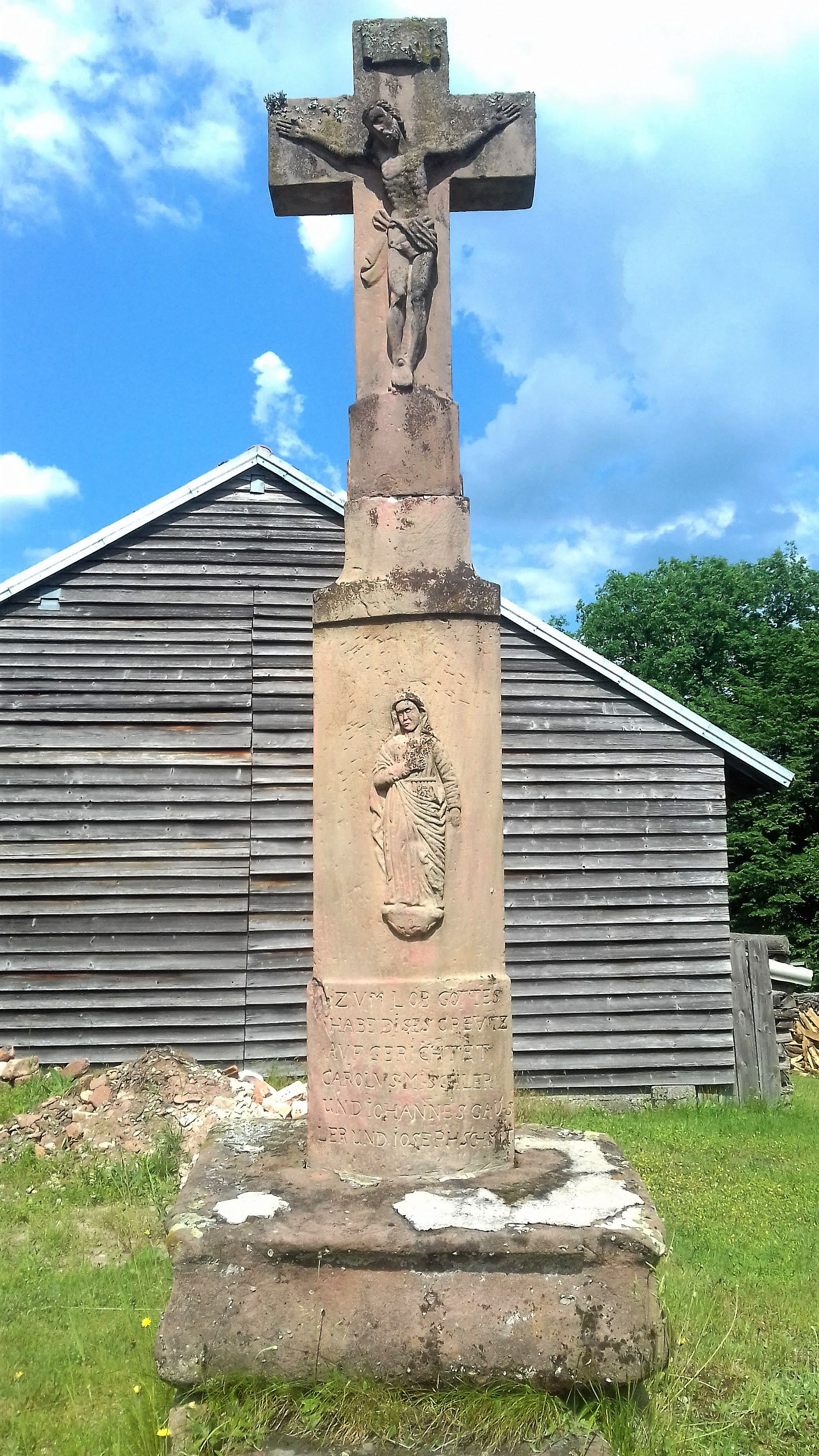
Calvaire rue de Waldeck.
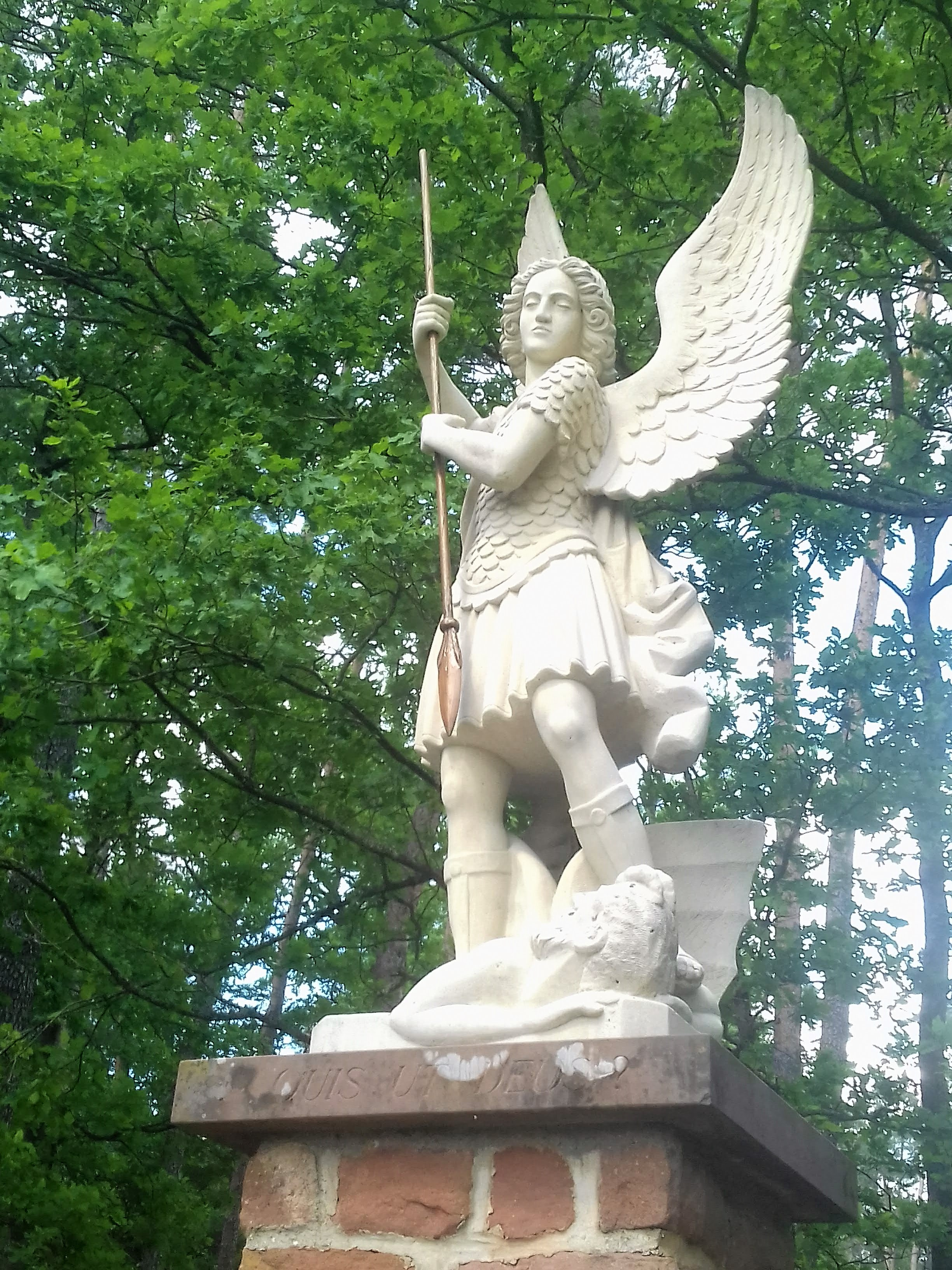
Statue de Saint-Michel de l'église "Étoile du matin".

- L'étang et le château de Waldeck, édifié au début du XIIIe siècle dont les ruines sont classées au titre des monuments historiques par arrêté du 16 février 1930[52].
- Les bornes mises en place en 1605 pour matérialiser la nouvelle frontière entre le duché de Lorraine et le comté de Hanau. Elles sont visibles sur la route forestière de Hanau.

Anciennes bornes frontières des bans de Philippsbourg et d'Eguelshardt,.
- En contrebas de l'église, sur la route de Waldeck, une ferme est construite en 1767 pour le meunier Jean Dubernel et son épouse Anna-Maria Stuhl, avec le logis et l'exploitation séparés, précédés d'une cour fermée. À l'exception du rez-de-chaussée construit en maçonnerie, le reste du logis est entièrement en pan-de-bois, dans une mise en œuvre traditionnelle. À droite de la façade principale, le poteau cornier creusé d'une niche, qui abritait une statue de la sainte Vierge, porte le nom des propriétaires et la date 1767, que l'on retrouve sur le linteau de la porte et de la grange. Une inscription prophylactique, gravée et peinte sur la sablière de comble du mur pignon droit, appelle la protection de Dieu sur la maison et l'invoque contre les calamités : le feu du ciel, l'eau, le meurtre et l'incendie.
- Les polissoirs, très nombreux dans ce secteur géographique des Vosges du Nord.
- Lavoir du village[55].

### Édifices religieux
- L'église de l'Exaltation-de-la-Sainte-Croix[56] de grès rose néo-gothique, de style basilical[57].

L'orgue de 1865 des ateliers Verschneider a été détruit lors de la Seconde Guerre mondiale. Il sera remplacé en 1948 par celui de Willy Meurer.
- Ancienne chapelle de L'Exaltation-de la-Sainte-Croix. Située rue de l'Église  ; dans le cimetière. les travaux de reconstruction furent achevés en 1770, détruite après 1858, quand la nouvelle église a été construite[60].
- La chapelle Notre-Dame-des-Bois, dans l'écart d'Erbsenthal[61],[62].
- Monument aux morts[63] : Conflits commémorés : Guerres 1914-1918 - 1939-1945.

## Armoiries
Les armoiries du village sont : d'or à la fasce vivrée de gueules, surmontée d'une croix de Lorraine du même.
La fasce vivrée est empruntée aux armes de la famille de Kirkel, qui possédait au Moyen Âge le château de Waldeck. La croix de Lorraine rappelle l'appartenance du village au comté lorrain de Bitche, et aussi que l'église de la commune est dédiée à la Sainte Croix.

## Sources et bibliographie
- Les moulins et scieries du Pays de Bitche, Joël Beck, 1999.
- Le Pays de Bitche 1900-1939, Joël Beck, 2005.
- Patrimoine religieux dans le Bitscherland
- Eguelshardt sur le site du Bitscherland
- Charles-Laurent Salch, Dictionnaire des châteaux et des fortifications du moyen âge en France, Strasbourg, Editions Publitotal, 4ème trimestre 1979, 1287 p. (ISBN 2-86535-070-3)Eguelshardt, Waldeck, p. 441
- Parc naturel régional des Vosges du Nord. Les châteaux forts, Clermont-Ferrand, A.R.P.E.G.E, juin 1980, 223 p.Itinéraires 20 :  L’ouvrage fait partie de la collection des guides naturels de France et présente 33 châteaux-forts (sur les 35 du parc) qui vous accueillent, avec en introduction : L’histoire, L’architecture, La vie quotidienne, Jardins et plantes cultivées, Le démantèlement des châteaux, Le château fort dans notre environnement : Waldeck, pp.179 à 182
- Éguelshardt sur le site des Pays de Bitche et de la Sarre
- Les grottes de Lourdes en Moselle-Est. Eguelshardt : La grotte dans le transept de l'église
- Chiffres clés publiés par l'institut national de la statistique et des études économiques (INSEE). Dossier complet
- Inventaire national du patrimoine naturel de la commune